# 七里湖
七里湖是一个位于中国安徽省怀宁县的湖泊，面积约为402.8平方千米。